# Осетровка (Воронежская область)
Осетровка — село в Воронежской области России.
Административный центр Осетровского сельского поселения.

## География
Улицы
| - ул. 40 лет Победы, - ул. 50 лет Победы, - ул. Алпеева, - ул. Приозёрная, | - ул. Солдатенко, - ул. Центральная, - ул. Школьная. |

## Население
| 1859 | 1897  | 2010 | 2012 | 2013 | 2014 | 2015 | 2016 | 2017 |
| ---- | ----- | ---- | ---- | ---- | ---- | ---- | ---- | ---- |
| 2297 | ↗3042 | ↘799 | ↘777 | ↗778 | ↘762 | ↘740 | ↘726 | ↘709 |
| 2018 | 2019  | 2020 | 2021 |      |      |      |      |      |
| ↘686 | ↘679  | ↗687 | ↘662 |      |      |      |      |      |

## История
Вероятно датой основания села Осетровка (деревня Осетровый Яр) можно считать 1702 год (определил краевед А. И. Гайворонский). В этом году была основана сторожевая застава Острогожского полка поселок Мамодиновый при впадении реки Мамонки в Дон. Поселок впоследствии стал именоваться Мамоном, а после генерального межевания земель (1766 год) разделился на три самостоятельные общины — Верхний Мамон, Нижний Мамон и Осетровка.
В документе от 28 сентября 1782 года значится: «…деревня Осетровый Яр заселена из разных наместничеств и округ множественное число людей…чему уже миновало восемьдесят лет».
Селом Осетровка именуется с 1784 года — со времени постройки первой деревянной церкви в память святых братьев бессребреников Космы и Дамиана. 14 сентября 1895 года была освящена новая кирпичная церковь. Современная церковь Святых Космы и Дамиана выстроена архитектором С. Л. Мысловским. Многие углы оформлены спаренными колонками, стройную колокольню венчает шпиль на чашеобразном основании. В 1937 году священник Попов был арестован и служба прекратилась.
Церковь частично разрушена и использовалась под складское помещение. Постоянные службы возобновлены 12 июля 2001 года. Прихожане восстанавливают свой храм.
Население: 1782 год — 397 человек, 1812 год — 796, 1865 год — 290 дворов, жителей 2297, 1900 год — 432 двора с населением 3481 человек. В 2005 году в Осетровке было 365 подворий и проживали 827 человек.
В 1875 году в Осетровке имелось 44 ветряные мельницы. В 1887 году село входило в Нижнемамонскую волость Павловского уезда и имело население 3148 душ при 363 дворах.
В 1887 году была открыта земская школа 1-й ступени, в 1901 году здесь обучались 76 детей — 71 мальчик и 5 девочек, всех детей учила Ю. И. Меркулова.
В 1900 году крестьянская община с. Осетровка вместе с хуторами Свинухи и Подгорный имела 8332 десятин надельной земли, в среднем по 19,3 десятин на двор, а пашни по 6,8 десятин. В селе имелись 6 общественных зданий, земская школа, 37 ветряных и 14 водяных мельниц, 3 крупорушки, мелочная и винная лавки.
В 1905—1907 годах в селе прошли крестьянские волнения. Советская власть в Осетровке была установлена на сходе общины 9 марта 1918 года. Председателем Совета избран Семен Прохорович Плотников, военным комиссаром — Федор Емельянович Першин. Как и другие села района, Осетровка в годы Гражданской войны не раз переходила из рук в руки. Казаки Деникина ушли из Осетровки в декабре 1919 года. В 1921 году часть осетровских крестьян поддержали восстание атамана Колесникова.
- В 1920 году из 4145 человек населения Осетровки неграмотных было 1930 человек (46,5 %).
- В 1928 году здесь работало две школы 1-й ступени и два учителя.
- В 1932 году население села Осетровка 3032 человека.
- В 1934 году была открыта неполная средняя школа.
- В 1947 году существовали одна семилетняя и две начальные школы, где работало 15 учителей.
- В 2000 году в школе основного общего образования обучались 78 детей, работали 16 учителей, из них 14 с высшим образованием.

Колхоз «Осетровский», образованный в 1929 году, существовал 73 года. В феврале 2002 года он прошел процедуру банкротства. Колхоз имел 5779 га землепользования, в том числе 2869 га пашни. За период с 1960 по 1990 годы государству поставлено: зерно — 182490 т, подсолнечник — 82680 т, сахарная свекла — 319230 т, мясо — 40740 т, молоко — 209730 т, шерсть — 4800 центнеров. На базе бывшего колхоза «Осетровский» были созданы сельхозпредприятия: ОАО «Агрохимия» — 3242 га, пашни 1741 га, шесть крестьянско-фермерских хозяйств с пашней 1711 га.
В 1942 году село Осетровка оказалось на линии фронта. Оно не было занято врагом, хотя в июле разведка противника была в селе. Осетровка находилась в центре Осетровского плацдарма, где развернулись основные события операции «Малый Сатурн». В результате боевых действий часть села была уничтожена огнём, колхозная земля изрыта окопами и воронками, где осталось множество не взорвавшихся боеприпасов.
В Великой Отечественной войне принимали участие около 500 осетровцев, из них погибли на фронтах войны 288 человек. Уроженцами села являются Герой Советского Союза С. П. Алпеев, генерал-лейтенант М. М. Косых, кавалеры ордена Славы Ф. М. Першин, Ф. В. Косых. В память погибших в селе установлен мемориал.
В 1950-е годы село восстановлено после военной разрухи.
В 1970—1980-е годы в Осетровке реконструирована производственная база колхоза «Осетровский», построены новые дома колхозников, сельский Дом культуры, детсад, почта, фельдшерский пункт, библиотека, административные здания, магазины, асфальтовая дорога.
В 2005 году началась газификация, в 2007 году она была завершена.
За трудовые достижения осетровцы награждены: орденом Октябрьской Революции — Г. Т. Лактионов, Трудового Красного Знамени — Г. Т. Лактионов и В. Д. Ситко, «Знак Почета» — А. Г. Путинцева, В. Д. Ситко, А. М. Щербаков, Трудовой Славы — И. Т. Косых, Т. И. Косых, В. Ф. Михайлюк.
Село Осетровка до 1924 года входило в состав Павловского уезда, в 1924—1928 годах — Богучарского, с 1928 по 1963 годы — в Верхнемамонском районе, с 1963 по 1971 годы — в Богучарском, с 1971 года — в составе Верхнемамонского района.

## Инфраструктура
С 2011 года в селе работает несколько торговых точек: 2 магазина, 2 ларька.